# Biserica evanghelică din Moruț

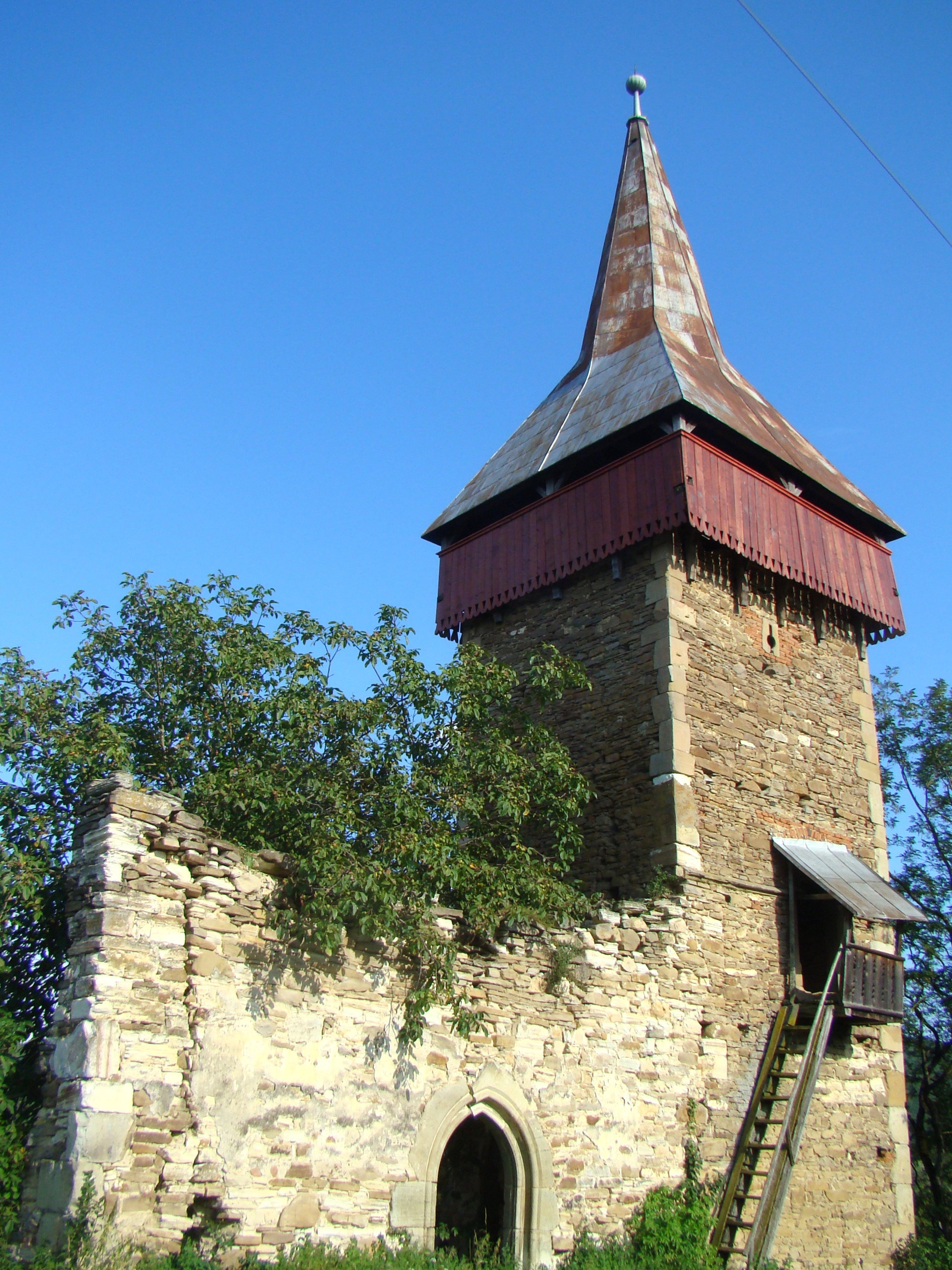
Ruinele bisericii evanghelice din Moruț, comuna Matei, județul Bistrița-Năsăud, foto: august 2018.

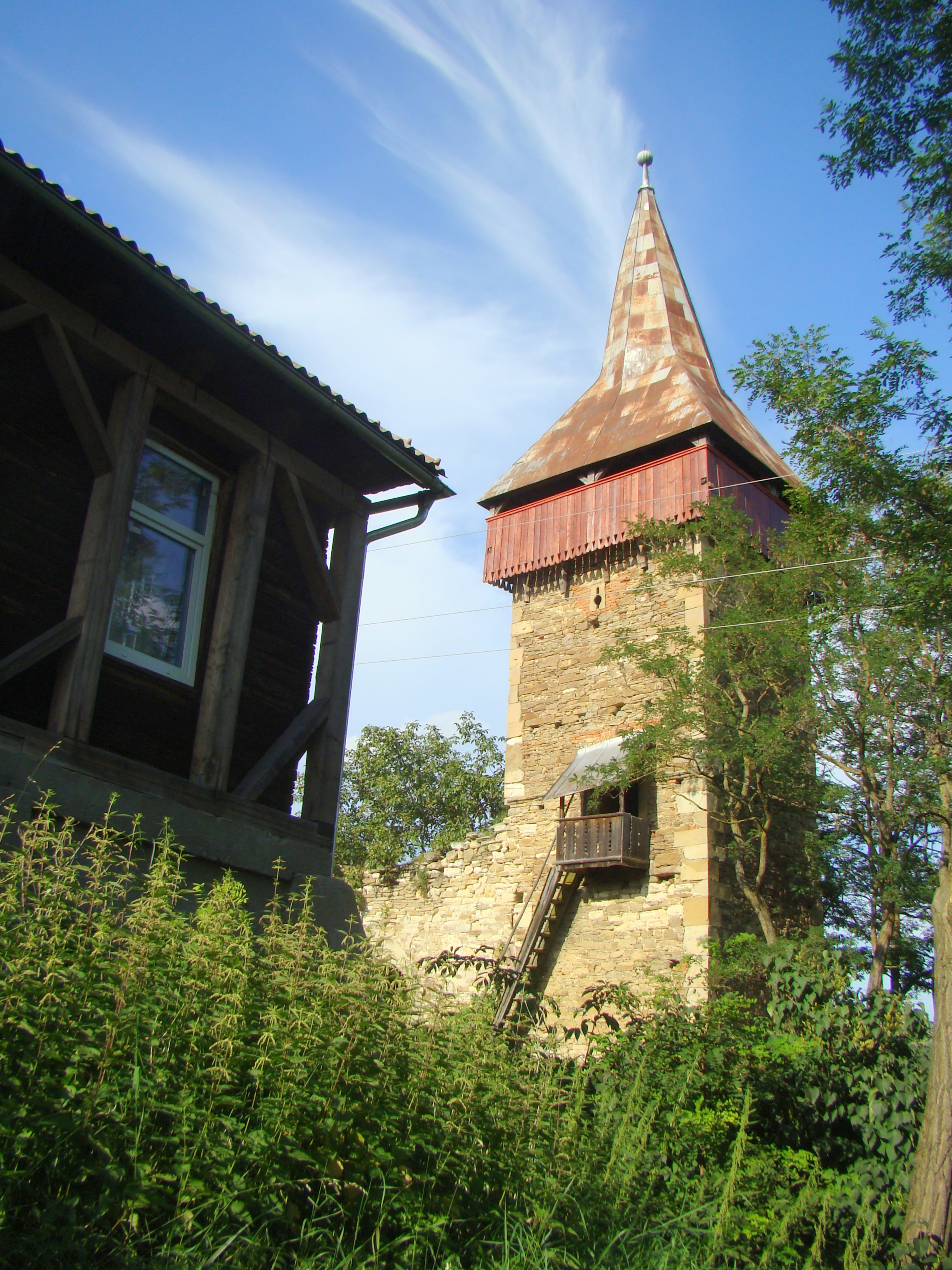
Turnul cu trei niveluri, acoperit de un coif octogonal din tablă

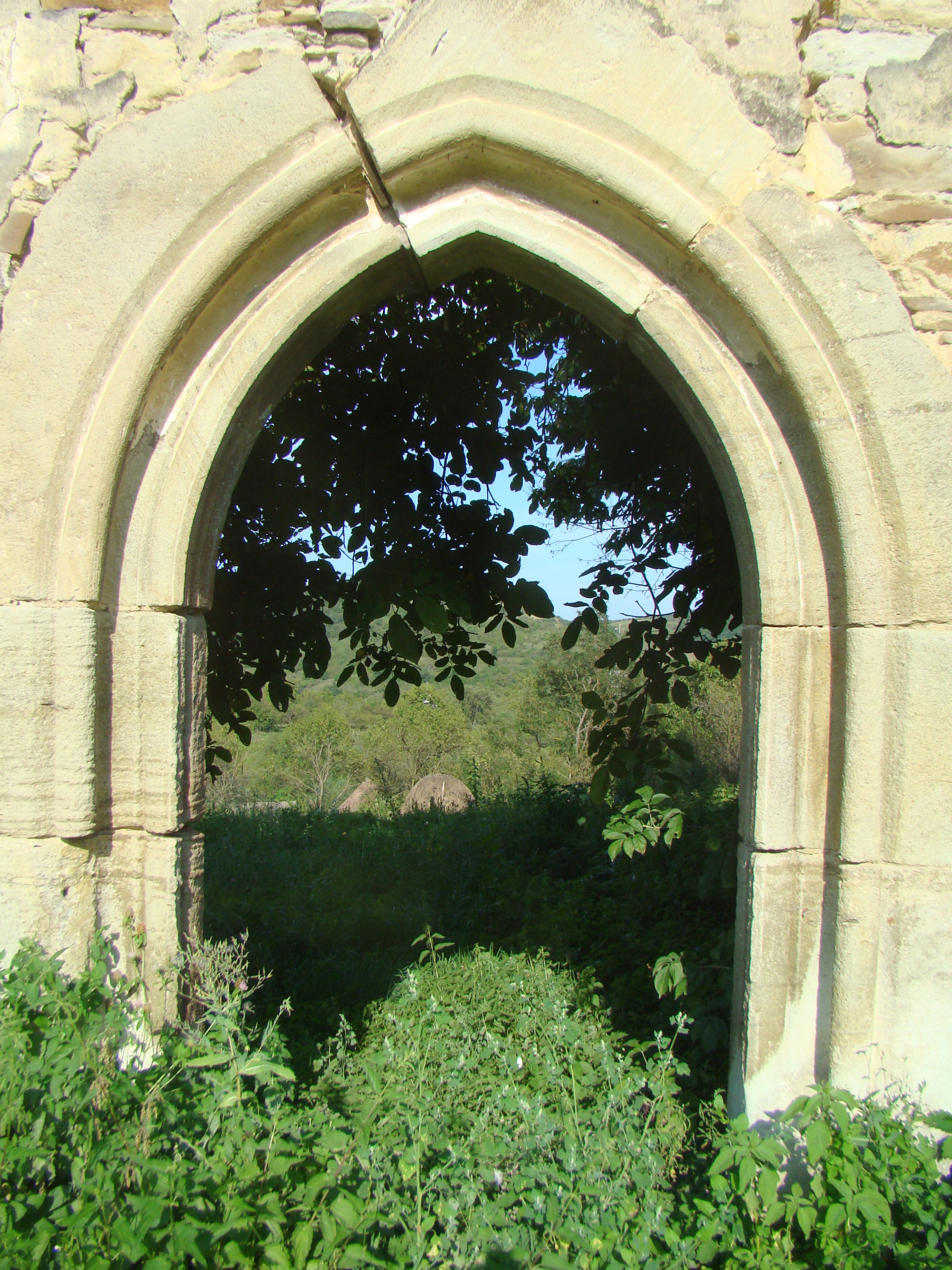
Fragmentele portalului gotic târziu, în arc frânt, din peretele sudic al navei

Biserica evanghelică din Moruț, comuna Matei, județul Bistrița-Năsăud, a fost construită în secolul al XV-lea. Figurează pe lista monumentelor istorice 2015, cod LMI BN-II-m-B-01679. 

## Localitatea
Moruț (în dialectul săsesc Marz, Maurz, în germană Moritzdorf, Mauritz, în maghiară Aranyosmóric, Szászmóric, Móric) este un sat în comuna Matei din județul Bistrița-Năsăud, Transilvania, România.
Transilvania, România. 
Prima atestare documentară a satului Moruț datează din anul 1278, când apare sub numele de Mowruch. Primii proprietari ai satului au fost din neamul Sombori: Sándor și Pál, fiii lui Péter. 

## Biserica
Ruinele bisericii evanghelice se află pe dealul de la marginea vestică a satului Moruț. Poziționarea în teren întărește presupunerea că lăcașul de cult ridicat aici era cel al unei biserici fortificate, constituită probabil dintr-o singură navă, cu cor orientat spre est și două turnuri pe fațada vestică. Din acest edificiu se mai păstrează o mare parte a peretelui vestic, cu un turn și un fragment din peretele sudic.
După detaliile arhitectonice și stilistice ale elementelor care se mai păstrează, se poate presupune ca biserica a trecut prin două faze de construcție: turnul aparține primei faze, în timp ce nava și ancadramentele ferestrelor zidite ulterior aparțin celei de-a doua faze, de la sfârșitul secolului al XV-lea. 

## Imagini

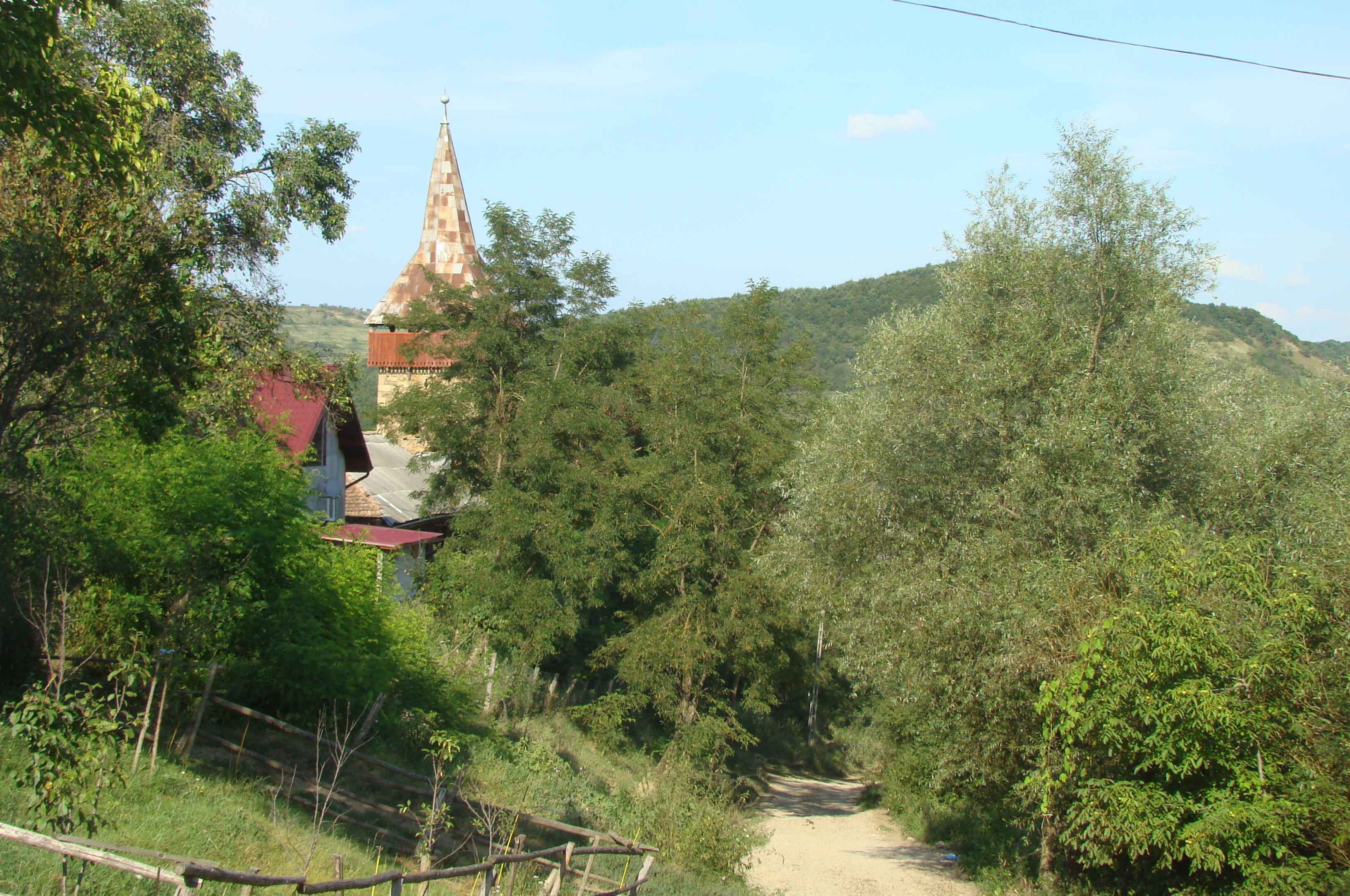
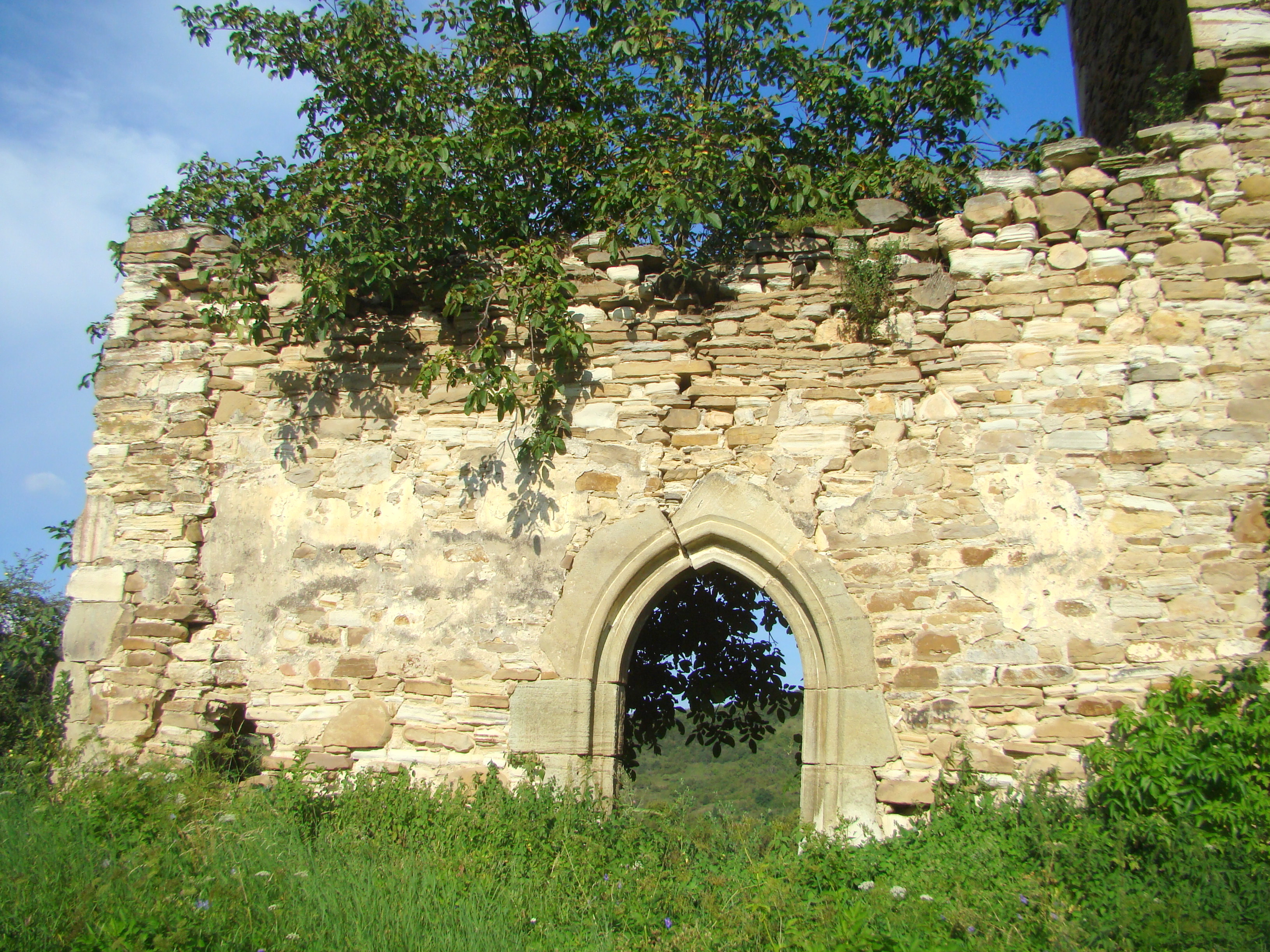
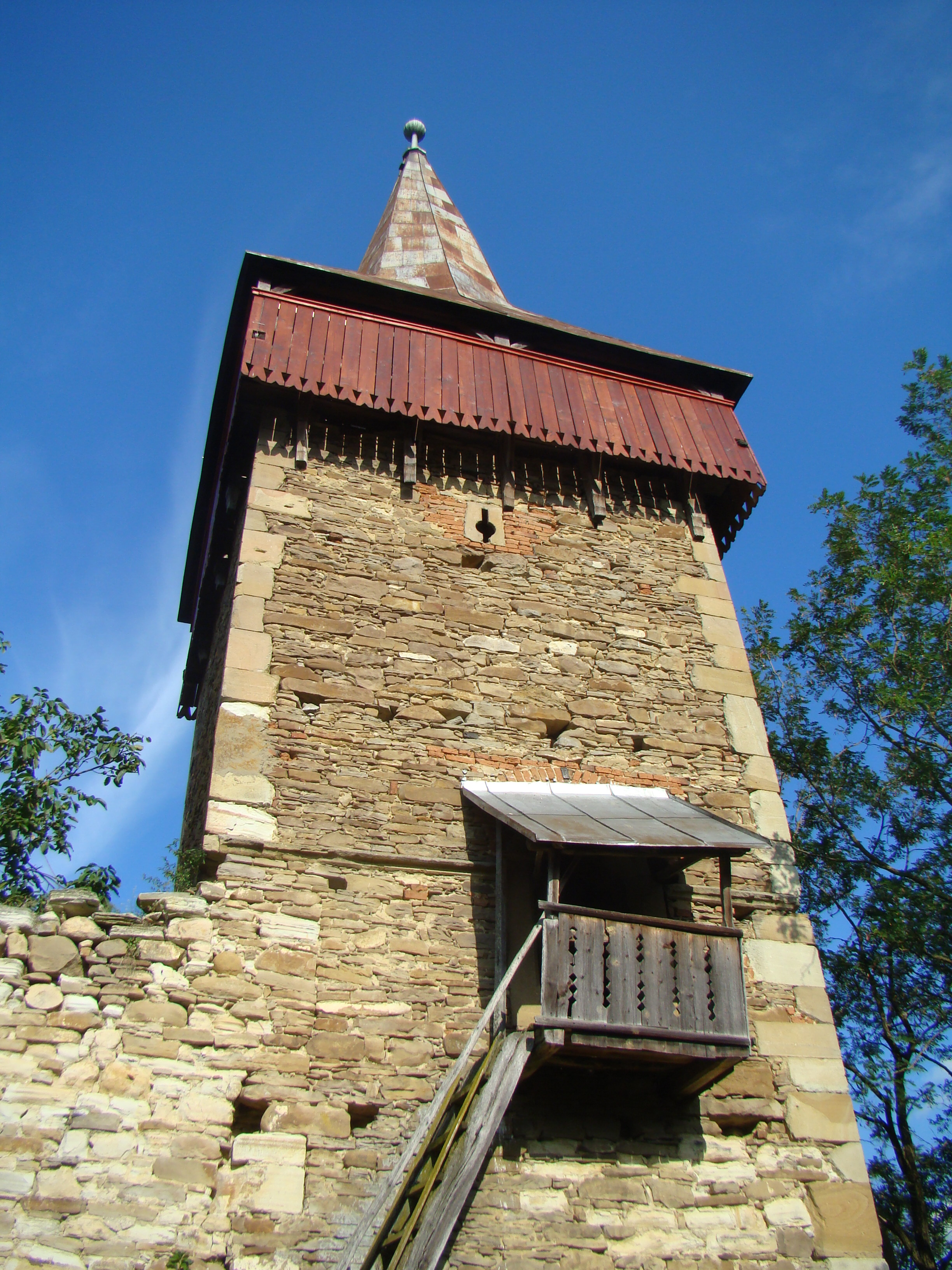
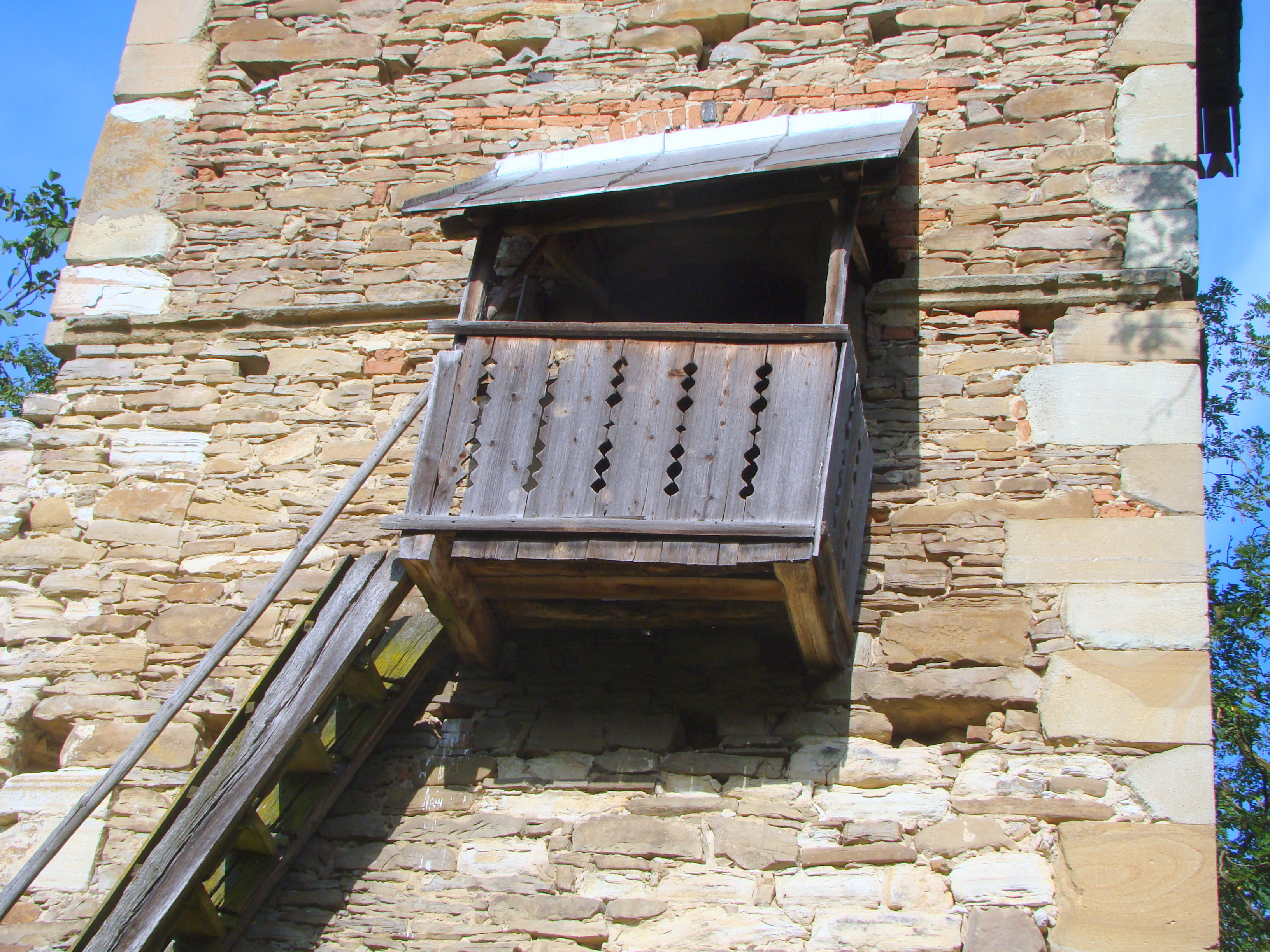